# 名誉チャンピオン
名誉チャンピオン（めいよチャンピオン）とは、スポーツ競技でチャンピオンのタイトルを獲得した人物等に贈られる称号。名誉称号の一つ。名誉王者ともいう。特にボクシングの世界で当該称号が存在し、世界ボクシング評議会（WBC：World Boxing Council）などが授与している。

## 名誉チャンピオン

### 世界ボクシング評議会における名誉チャンピオン
名誉チャンピオンは主に世界ボクシング評議会が突出したチャンピオンや元チャンピオンに対して贈る称号。通常のチャンピオンのようなタイトルを防衛する義務はなく、自由に対戦相手を選んで試合することができる。
保持者には冤罪被害者の世界ミドル級ボクサールービン・カーター、元ヘビー級チャンピオンのマイク・タイソンなどがいる。日本の事例では、2012年3月19日、スーパーバンダム級世界チャンピオンの西岡利晃が日本人初の名誉チャンピオンに昇格したのが著名であり、その後、2014年4月6日、世界ボクシング評議会が「袴田事件」の被疑者となった元フェザー級プロボクサー袴田巌に対する再審請求が認められたことを受け、袴田に対しても名誉チャンピオンの称号とチャンピオンベルトを贈った。

### 報道資料
- 『読売新聞』2012年3月20日東京朝刊
- 『読売新聞』2012年8月16日東京朝刊
- 『読売新聞』2014年3月31日東京朝刊